# Oripoda humerata
Oripoda humerata är en kvalsterart som först beskrevs av Balogh 1959.  Oripoda humerata ingår i släktet Oripoda och familjen Oripodidae. Inga underarter finns listade i Catalogue of Life.